# ウィリアム・グリーブス
ウィリアム・グリーブス（William Michael Herbert Greaves、1897年9月10日 – 1955年12月24日）はイギリスの天文学者。
西インド諸島のバルバドスにエディンバラ大学で学んだ医師の息子に生まれた。バルバドスの w:Codrington Collegeで学んだ後ケンブリッジのセントジョン・カレッジで学び1922年にケンブリッジの研究員になった。
天体分光学の分野で貢献した。1921年に王立天文学会会員、1924年から1938年の間グリニッジ天文台主席助手、1938年にスコットランド王室天文官、エディンバラ大学の天文学教授などを務めた。1943年に王立協会フェロー選出。1947年から1949年まで王立天文学会の会長を務めた。
月のクレーターに命名されている。